# St. Martin (Unteregg)

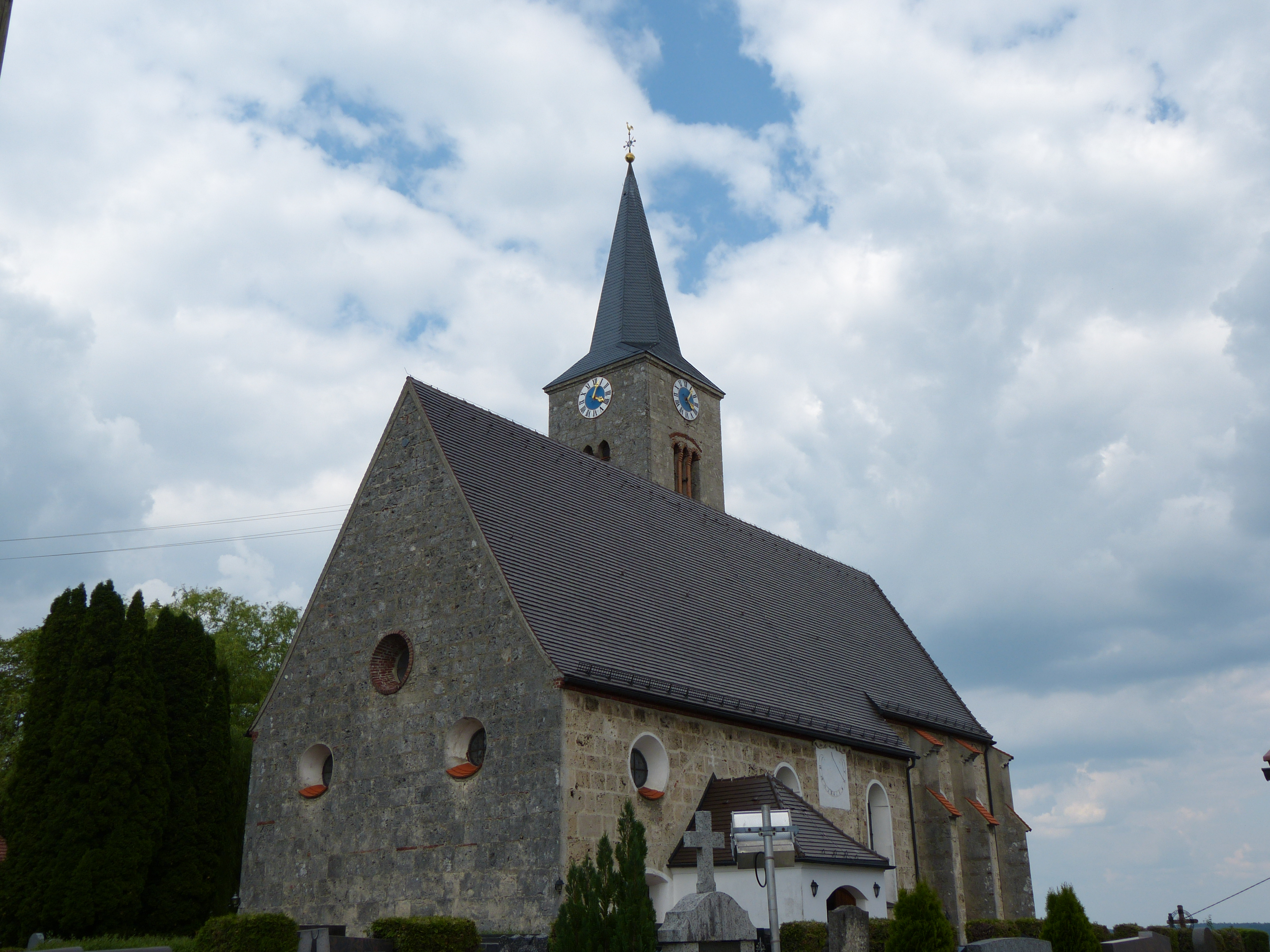
Kirche St. Martin in Unteregg

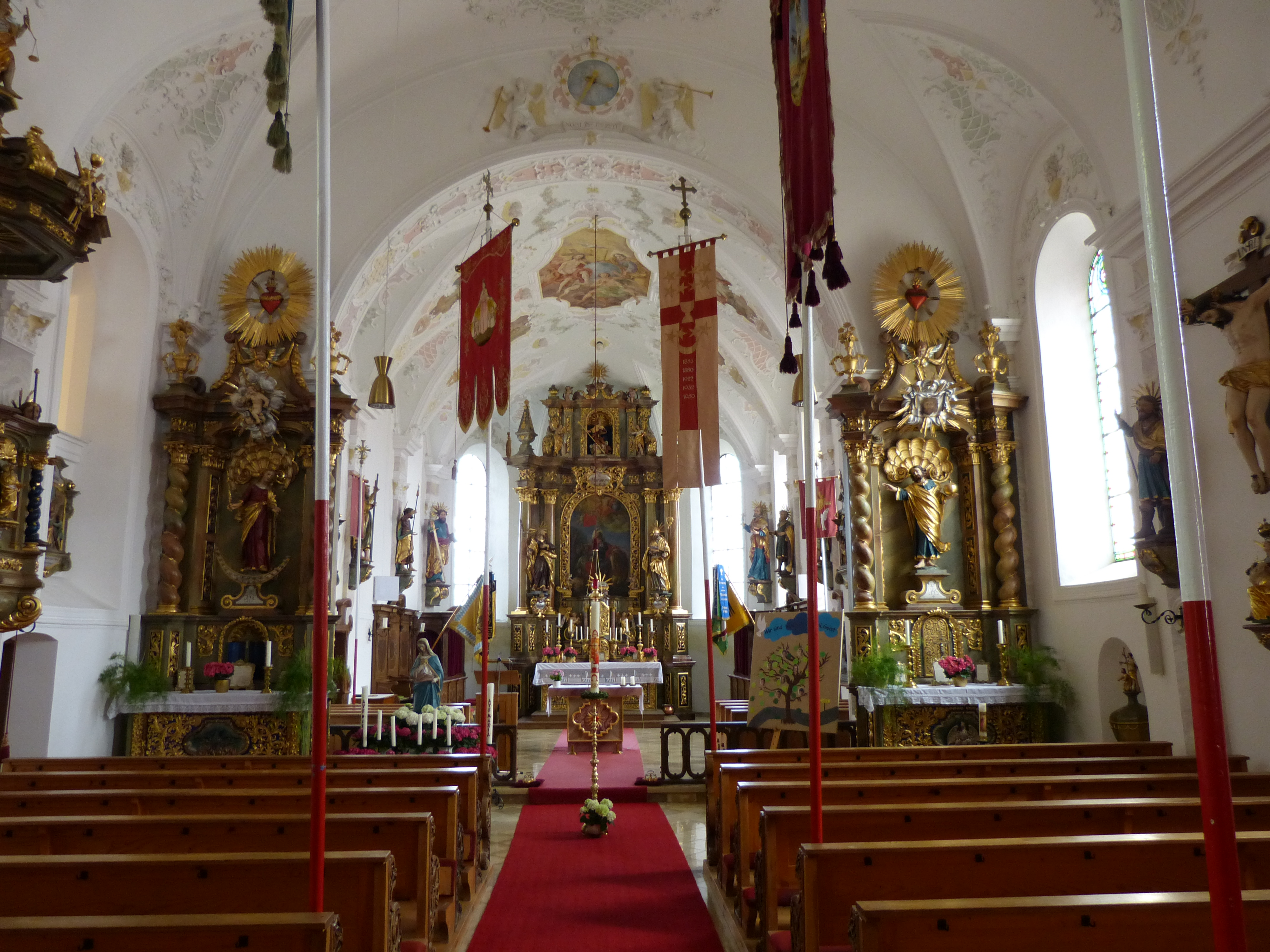
Innenansicht von St. Martin in Unteregg

Die katholische Pfarrkirche St. Martin befindet sich in Unteregg im Landkreis Unterallgäu in Bayern. Die Kirche steht unter Denkmalschutz.

## Geschichte
Die spätgotische Kirche stammt aus der zweiten Hälfte des 15. Jahrhunderts. Hinter dem Hochaltar findet sich in einer Inschrift die Jahreszahl 1477. Die Inschrift benennt den Magdalenentag, den 22. Juli, als den Tag an dem der Bau uf gemacht wurde, was wohl bedeutet das an diesem Tag die Kirche Innen verputzt wurde. In den Jahren 1720/1730 wurde die Kirche verändert. Die barocken Altäre wurden im Zuge der Renovierung von 1855 bis 1858 durch neue Altäre ersetzt. Bei einer späteren Restaurierung in den Jahren 1903 bis 1905 wurde versucht die barocke Raumausstattung wiederherzustellen. Eine weitere Renovierung fand 1950 statt. Bei letzter Renovierung wurde die stuckierte Flachdecke entfernt und durch eine Tonnendecke ersetzt, um eine zweite Empore einbauen zu können.

## Baubeschreibung
Errichtet ist die Kirche St. Martin als unverputzter Bau aus Tuffsteinquadern. Der quadratische Kirchturm befindet sich im Chorwinkel auf der Nordseite. Im Jahr 1990 wurde der Spitzhelm des Kirchturmes erneuert. Die Kirche besitzt einen eingezogenen dreiseitig geschlossenen Chor, welcher sich an das einschiffige Langhaus anschließt. Das Langhaus ist gegliedert mit Pilastern und verfügt über eine Stichkappentonne aus dem Jahr 1950.

## Ausstattung
Die Altäre der Kirche stammen aus der Zeit um 1720. Diese befanden sich vorher in der im Jahr 1901 abgebrochenen Annakapelle von Baisweil. Das Hochaltarblatt stellt die Mantelspende des heiligen Martin dar. Flankiert ist das Hochaltarblatt von Figuren des heiligen Joseph und des heiligen Ulrich. Die Figur des heiligen Joseph aus dem dritten Viertel des 18. Jahrhunderts befand sich ursprünglich in der Martinskirche von Kaufbeuren.
Der rechte Seitenaltar zeigt die Figur des Salvator mundi. Darüber im Auszug befindet sich eine Darstellung des Schweißtuches der Veronika. Im linken Seitenaltar befindet sich die Figur der Immaculata. Beide Figuren der Seitenaltäre gehören zum Apostelzyklus in Langhaus und Chor.
In der Zeit um 1903/05 wurde die neubarocke Kanzel von A. Riemer geschaffen.
Vermutlich von Abraham Bader wurde der Stuck im Chor um 1730 geschaffen. Die Fresken im Chor stammen aus der gleichen Zeit und werden Johannes Heel zugeschrieben. In den Jahren 1903/05 wurden die Fresken stark erneuert. Dargestellt werden die Heilige Dreifaltigkeit und seitlich die Kirchenväter. Die Bilder im Langhaus wurden 1950 von Karl Manninger geschaffen.

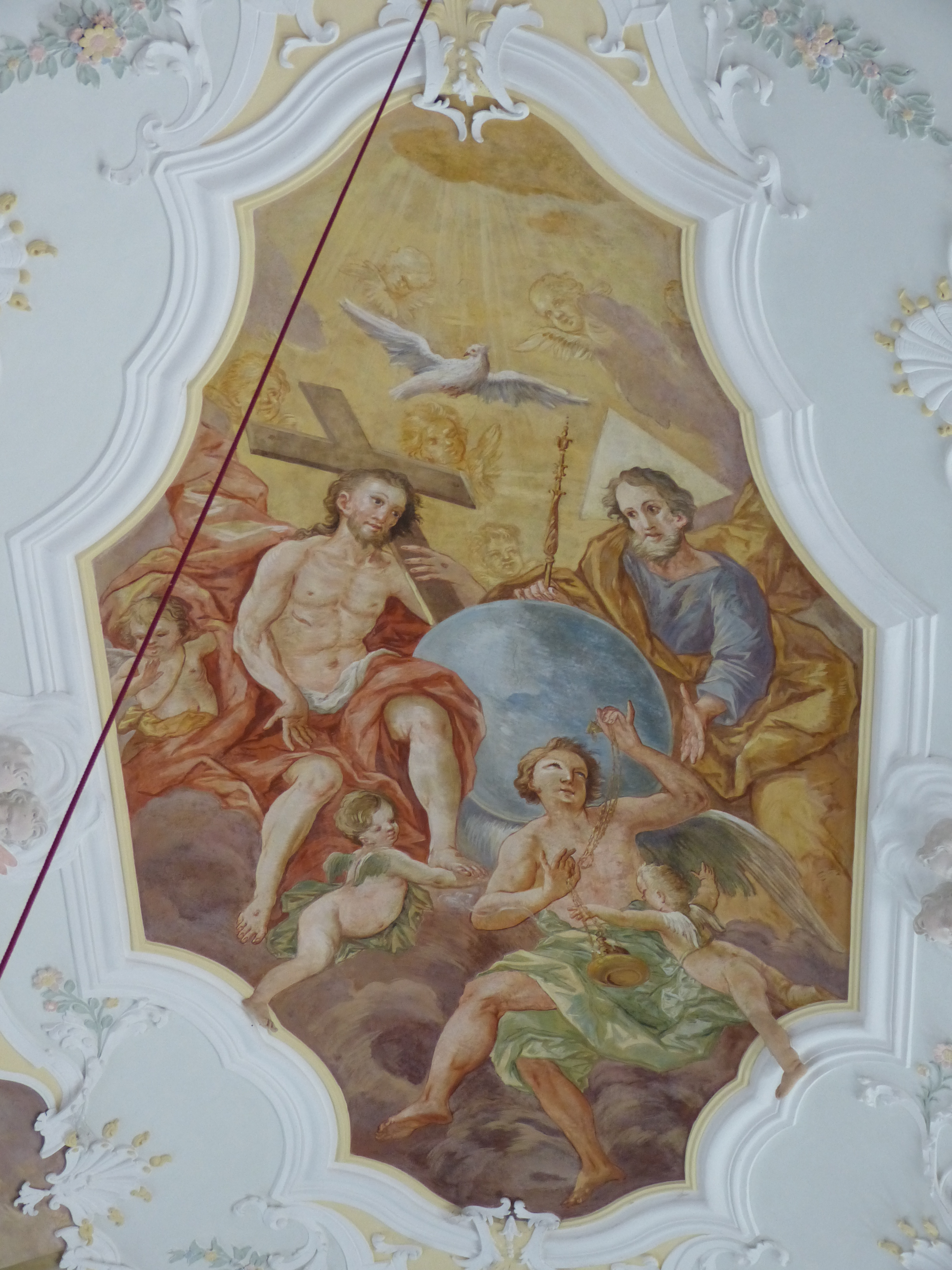
Fresko mit der Hl. Dreifaltigkeit im Chor
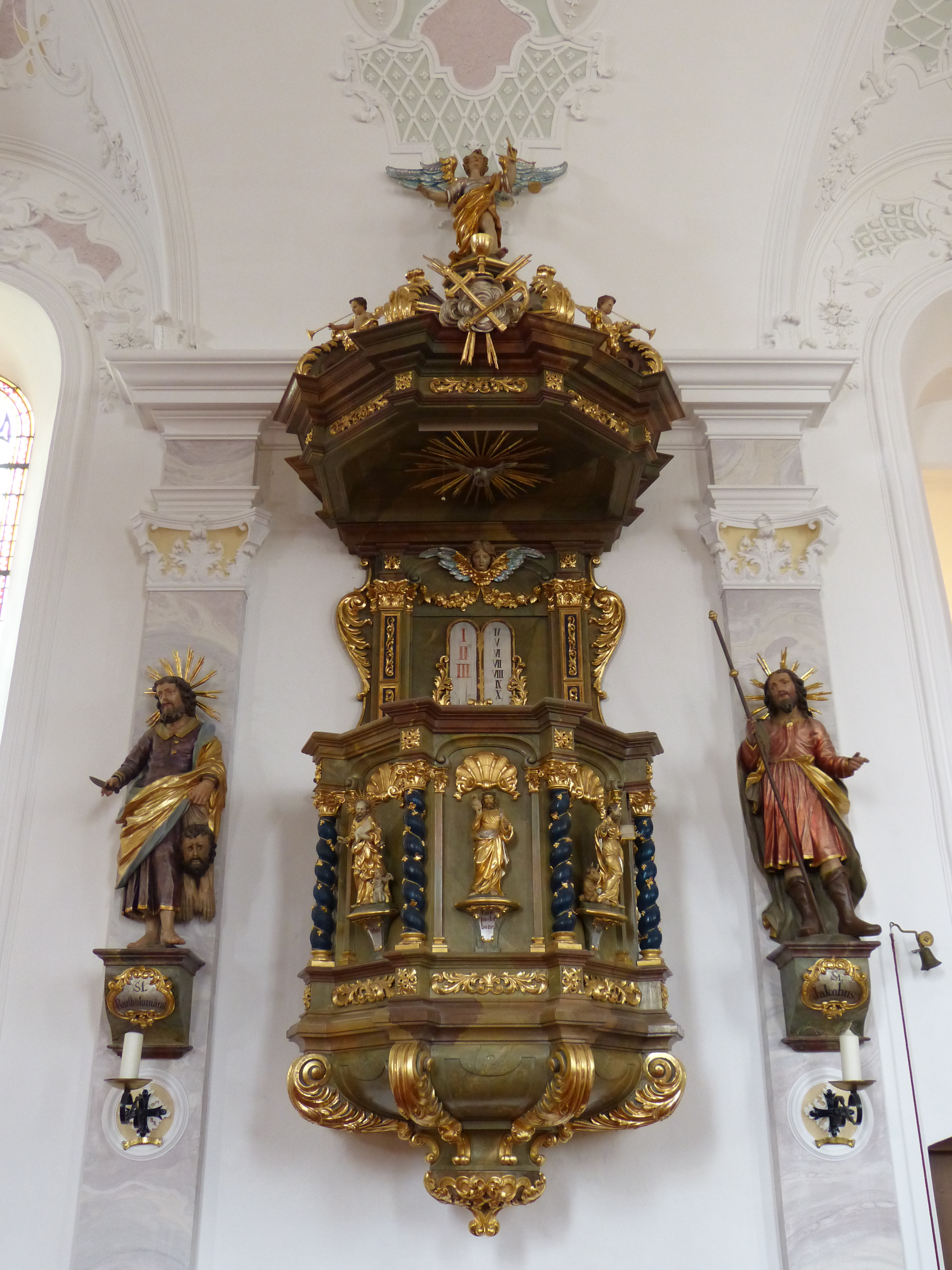
Neubarocke Kanzel von 1903/05
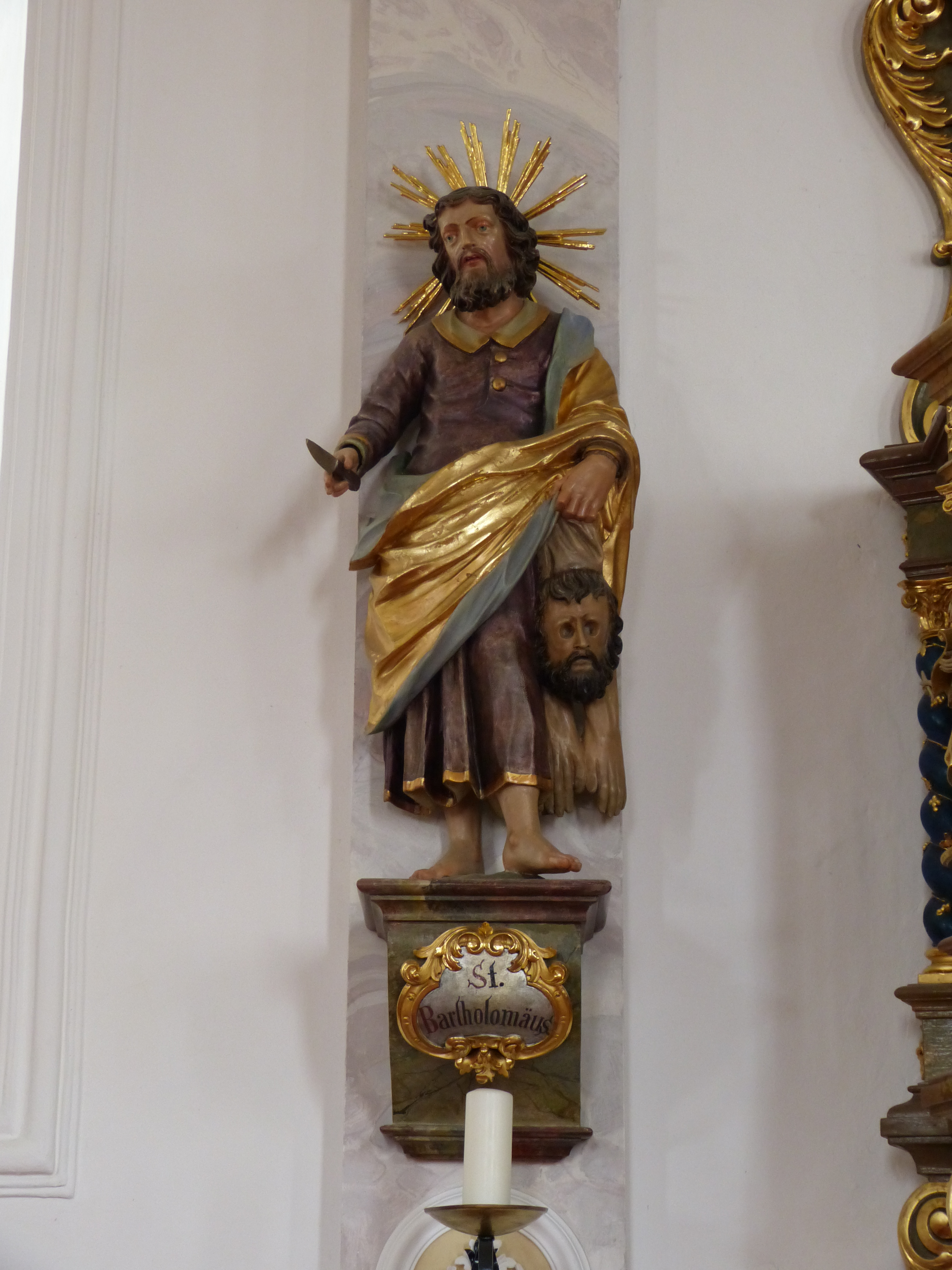
Apostel Bartholomäus